# Aetea lepadiformis
Aetea lepadiformis är en mossdjursart som beskrevs av Campbell Easter Waters 1906. Aetea lepadiformis ingår i släktet Aetea och familjen Aeteidae. Inga underarter finns listade i Catalogue of Life.